# Алешово (Костромская область)
Алешово — упразднённая деревня в Антроповском районе Костромской области России. Входила в состав Котельниковского сельского поселения. Исключена из учётных данных в 2024 году.

## География
Находится в центральной части Костромской области на расстоянии приблизительно 43 км на юг по прямой от поселка Антропово, административного центра района.

## История
В XIX — начале XX века деревня входила в состав Макарьевского уезда Костромской губернии. В 1872 году здесь было учтено 8 дворов.

## Население
| 2008 | 2010 | 2014 |
| ---- | ---- | ---- |
| 0    | →0   | →0   |

Постоянное население составляло 32 человека (1872 год), 0 как в 2002 году, так и в 2022.